# Begonia ornithocarpa
Espèce
Begonia ornithocarpa est une espèce de plantes de la famille des Begoniaceae.
L'espèce fait partie de la section Quadriperigonia.
Elle a été décrite en 1929 par Paul Carpenter Standley (1884-1963).

## Répartition géographique
Cette espèce est originaire du pays suivant : Mexique.